# Fritz Linder

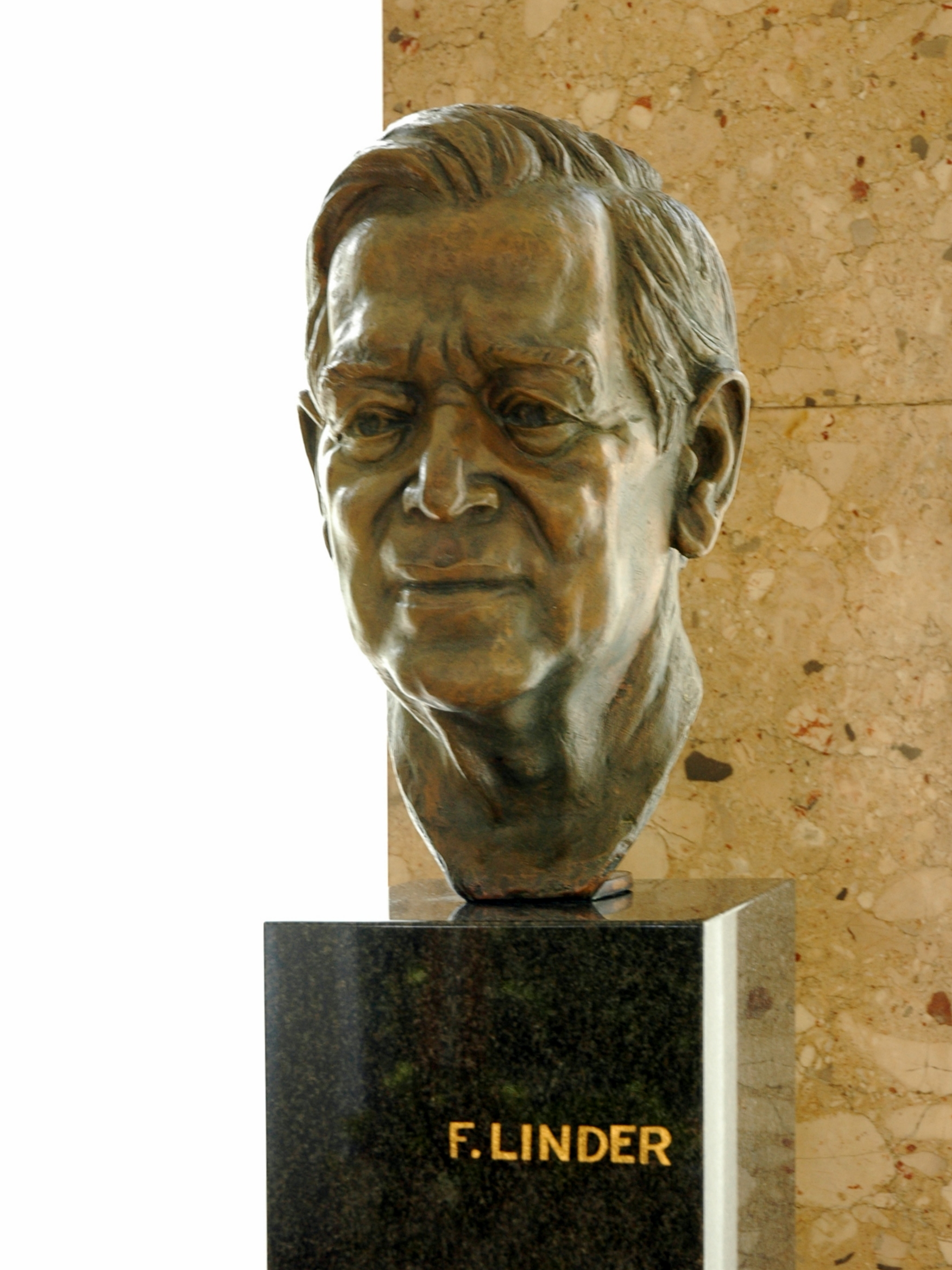
Fritz Linder, Büste
Chirurgische Universitätsklinik Heidelberg

Fritz Linder (* 3. Januar 1912 in Breslau; † 10. September 1994 in Heidelberg) war ein deutscher Chirurg und Hochschullehrer, zuletzt ab 1962 als Direktor der Chirurgischen Universitätsklinik Heidelberg.

## Leben
Als Sohn von Luise Linder, geborene Bergner, und des Schulrektors Konrad Linder besuchte Fritz Linder das Maria-Magdalenen-Gymnasium. Er studierte ab 1930 an der Albert-Ludwigs-Universität in Freiburg im Breisgau und trat in den Freiburger VDSt im Verband der Vereine Deutscher Studenten ein. Nach dem Physikum wechselte er an die University of Bristol. Für sie siegte er bei den englischen Studentenmeisterschaften im Wembley-Stadion im 400-Meter-Lauf, Kugelstoßen und Speerwurf. Für die letzten klinischen Semester ging er an die Schlesische Friedrich-Wilhelms-Universität Breslau. 1936 wurde er in Breslau zum Dr. med. promoviert. Dort begann er 1938 bei Karl Heinrich Bauer die chirurgische Ausbildung. Als Chirurg an einem Feldlazarett an der Ostfront wurde Linder schwer verwundet. Entlassen wurde er als Stabsarzt der Luftwaffe (Wehrmacht). Nach dem Zweiten Weltkrieg folgte er seinem Lehrer Bauer nach Heidelberg. 1948 habilitierte er sich und begann seine Lehrtätigkeit als Privatdozent in Heidelberg, wo er bis 1951 tätig war. Die Freie Universität Berlin berief ihn 1951 auf den neu errichteten Lehrstuhl für Chirurgie, den er als ordentlicher Professor innehatte. Zudem wirkte er als Klinikdirektor. 1958/59 war er Vorsitzender der Berliner Chirurgischen Gesellschaft. Linder trug wesentlich dazu bei, dass die 1948 im Amerikanischen Sektor Berlins gegründete Freie Universität eine eigene medizinische Fakultät bekam. Das Städtische Krankenhaus Westend machte er zur Keimzelle des Universitätsklinikums Charlottenburg. Durch enge Kontakte mit der anglo-amerikanischen Medizin konnte er hier ein operatives Herz- und Gefäßzentrum aufbauen, das bereits 1958 über eine Herz-Lungen-Maschine verfügte.
Von 1962 bis 1981 wirkte Linder als ordentlicher Professor der Ruprecht-Karls-Universität Heidelberg und als Direktor der Chirurgischen Klinik im Universitätsklinikum Heidelberg. Über viele Jahre leitete er das Nationale Centrum für Tumorerkrankungen Heidelberg/Mannheim. In der Herzchirurgie pflegte er eine intensive Zusammenarbeit mit dem Herz-Zentrum in Los Angeles unter der Leitung von William Polk Longmire jr. 1979 übernahm er das Amt des Präsidenten der Deutschen Krebsgesellschaft. Linder war Gastprofessor in den Vereinigten Staaten und in England. 1981 emeritiert, setzte er sich erst zur Ruhe, als die Spätfolgen seiner Kriegsverletzung ihn dazu zwangen. Er verfasste über 270 Publikationen. Sowohl die Mutter als auch der Vater stammten aus der Pfalz (Bayern). In ihrem Idiom – auch in Breslau – aufgewachsen, fiel Linder in Heidelberg oft in den regionalen Dialekt – was ihm bei den einheimischen Patienten durchaus Zuneigung und Vertrauen einbrachte.
Fritz Linder war evangelisch, ab 1941 verheiratet mit Ilsegret Linder, geborene Rendschmitt, und hatte zwei Kinder (Malte und Rupert).

## Ehrungen
- Ehrenmitglied von 30 nationalen und internationalen Fachgesellschaften, darunter 27 chirurgische;[5] etwa von Royal Society of Medicine,

Royal College of Surgeons (London und Edinburgh), American College of Surgeons, Académie de Chirug. Paris und Schwedische Chirurgengesellschaft
- Wahl in die Deutsche Akademie der Naturforscher Leopoldina (1963)
- Präsident der Deutschen Gesellschaft für Chirurgie (1972 ff.)
- Ordentliches Mitglied der Heidelberger Akademie der Wissenschaften (1974)
- Präsident der Internationalen Chirurgischen Gesellschaft (1973–1975)
- Präsident der International Federation of Surgical Colleges and Societies (ab 1981)
- Paracelsus-Medaille (1982)
- Bundesverdienstkreuz 1. Klasse (1982)
- Fritz-Linder-Forumpreis der Deutschen Gesellschaft für Chirurgie
- Ehrendoktor (Dr. med. h. c., Dr. jur. h. c.):[5]
  - Universität Dublin
  - University of Glasgow
  - Universität Málaga
  - Universität Montpellier